# Ercheia hollowayi
Ercheia hollowayi là một loài bướm đêm trong họ Noctuidae.